# Mauro Pereira Júnior
Mauro Pereira da Silva Júnior (Tatuí, 16 de março de 1981) é um cavaleiro brasileiro.

## Carreira
Integrou a delegação brasileira que disputou os Jogos Pan-Americanos de 2011 em Guadalajara, no México. O Brasil ficou em 5º lugar por equipe no adestramento, cujo time era formado por Mauro Pereira Junior (com Tulum Comando SN - 68,737%), Luiza Tavares de Almeida (com Pastor - 68,237%), Rogério Silva Clementino (com Sargento do Top - 67,000%) e Leandro Aparecido da Silva (com L'Acteur - 63,895%). Na prova de adestramento individual, Mauro Pereira Júnior somou 72.493 pontos e terminou na nona colocação.